# Diopsis melania
Diopsis melania är en tvåvingeart som beskrevs av Eggers 1925. Diopsis melania ingår i släktet Diopsis och familjen Diopsidae.
Artens utbredningsområde är Burundi. Inga underarter finns listade i Catalogue of Life.